# Miles Evans
Miles Evans (Santa Bárbara (Califórnia), 12 de novembro de 1989) é um ex-voleibolista indoor e jogador de vôlei de praia estadunidense.

## Carreira
Filho de Patrick Evans e Veronica Lambert, iniciou a jogar vôlei indoor durante seu segundo ano na Dos Pueblos High School, em Santa Bárbara. Transferiu-se para estudar na Universidade da Califórnia em Santa Bárbara, onde graduou-se em Sociologia, bem antes de decidir seguir a carreira profissional de vôlei de praia. Em 2008,  atuava como ponteiro e oposto  no time de vôlei da universidade, Santa Barbara Spikers, terminou em quinto lugar na Olimpíada Juvenil de 2008. Foi eleito atleta integrante do primeiro time da All-West Conference na Liga de 2010, sendo o líder das estatísticas nos ataques no segundo ano. Estreou como profissional na praia em 2011 no Circuito Jose Cuervo no evento em Manhattan Beach ao lado de Morgan Mainz.
Em 2012, esteve com Shane Cervantes no aberto realizado em Seaside e no Circuito Jose Cuervo no evento em Manhattan Beach. Em 2014, formou dupla com Matt Jones no Circuito da AVP na etapa de Huntington Beach; na etapa de Hermosa Beach do circuito da NVL no ano seguinte, jogava ao lado de Abel Gustafson e na etapa de Chicago pelo circuito da AVP estava com Michael Brunsting. Disputou ao lado de Ian Satterfield a edição dos Pan de Toronto 2015 finalizando na décima primeira posição e terminaram em quarto lugar na etapa de North Bay do Circuito NORCECA.
Na temporada de 2016, iniciou no circuito da AVP ao lado de Curt Toppel, depois, com Spencer McLachlin, com quem conquistou os quartos lugares em Tamarindo e North Bay, além do terceiro lugar em Varadero, pelo circuito NORCECA.No circuito da AVP de 2017, esteve com Brian Cook, depois estreou no circuito mundial com William Kolinske no torneio uma estrela de Agadir quando terminaram na nona posição, ainda competiram no circuito NORCECA, terminando com o vice-campeonato na etapa de Ocho Rios e o título em Punta Cana; ainda nesta temporada foi campeão da etapa de Long Beach do circuito da NVL com Dave Palm.
No período de 2018, repetiu a dupla com William Kolinske, disputaram o Circuito Mundial, iniciado em 2017, terminando em segundo lugar no torneio uma estrela de Aalsmeer, o terceiro lugar no torneio duas estrelas de Sydney. No Circuito AVP de 2019, esteve com Marty Lorenz e com Ryan Doherty conquistou o vice-campeonato na etapa de Hermosa Beach, e esteve comWilliam Kolinske, depois, com Ryan Doherty conquistou a medalha de bronze do Finals NORCECA de 2019 em Boca Chica.
No Circuito AVP jogou ao lado do brasileiro Ricardo Santos em 2019, no circuito mundial de 2020, iniciado em 2019, esteve ao lado de Ryan Doherty e alcançaram o quinto lugar no torneio três estrelas de Qinzhou; no ano de 2020, esteve com Theodore Brunner no torneio quatro estrelas de Doha
Em 2021, jogou com William Kolinske conquistando o nono lugar no torneio duas estrelas em Rubavu, depois, esteve com Troy Field na conquista do vice-campeonato no torneio uma estrela em Cervia e o título em Nimegue.Em 2022, no circuito mundial, com Logan Webber conquistou o vice-campeonato no Future de Rodes, em seguida com Andrew Benesh sendo vice-campeões em Songkhla e obtendo a nona posição nos Challenges de Espinho e Agadir e o décimo sétimo lugar no Elite 16 de Paris, e com Paul Lotman terminou em quarto lugar no Elite 16 em Torquay. Com Andrew Benesh conquistou o primeiro título do Circuito da AVP em Denver.
Em 2023, formou dupla com Chase Budinger, e conquistou o vice-campeonato no Challenge em Saquarema, o título em Challenge Haikou e o bronze no Challenge em Chiang Mai e juntos disputaram a edição do Campeonato Mundial de Vôlei de Praia de 2023 nas cidades mexicanas de Tlaxcala de Xicohténcatl,  Apizaco e Huamantla terminaram na décima sétima posição.

## Títulos e resultados
- Challenge de Haikou do Circuito Mundial de 2023
- Challenge de Saquarema do Circuito Mundial de 2023
- 1* de Nimegue do Circuito Mundial de 2021
- Challenge de Songkhla do Circuito Mundial de 2022
- Future de Rodes do Circuito Mundial de 2022
- 1* de Cervia do Circuito Mundial de 2021
- Challenge de Chiang Mai do Circuito Mundial de 2023
- Elite 16 de Torquay do Circuito Mundial de 2022